# Reinhold Tüxen
Reinhold Hermann Hans Tüxen (Ulsnis, 21 mei 1899 – Rinteln, 16 mei 1980) was een Duits botanicus. Hij is samen met Erich Oberdorfer een van de grondleggers van de hedendaagse vegetatiekunde. Zijn botanische standaardafkorting is Tüxen, alhoewel in de vegetatiekunde tevens de afkorting Tx. wordt gebruikt.

## Levensloop
Reinhold Tüxen groeide op in een landelijk gebied met visserij en natuurgebieden in Sleeswijk-Holstein. Hij studeerde scheikunde, plantkunde en geologie aan de Universiteit van Heidelberg. Vervolgens studeerde hij plantensociologie aan het ETH Zürich. Een van zijn docenten was Josias Braun-Blanquet. In 1926 promoveerde hij aan de universiteit van Heidelberg.
In de jaren 1930 werkte hij voor de Zentralstelle für Vegetationskartierung in Hannover. Hij werkte daar onder andere met Heinz Ellenberg aan een vegetatiekaart van de provincie Hannover. Vanuit dat project ontstond de Zentralstelle für Vegetationskartierung des Reiches, die uiteindelijk de Bundesanstalt für Vegetationskartierung werd, een voorloper van het Federaal Agentschap voor Natuurbehoud (Duits: Bundesamt für Naturschutz) waar Tüxen 25 jaar directeur van is geweest.
In 1927 stichtte hij in Göttingen de Floristisch-soziologische Arbeitsgemeinschaft in Niedersachsen, die vanaf 1928 ook een eigen tijdschrift, de Mitteilungen, uitgaf.

## Onderscheidingen
- 1954: Cultuurprijs van Kiel
- 1959: Eredoctoraat van de Universiteit van Montpellier
- 1964: Federale Kruis van Verdienste
- 1965: Eredoctoraat van de Universiteit van Lille
- 1975: Eredoctoraat van de Universiteit van Giessen
- 1976: De Alexander von Humboldt Medaille
- 1977: Eredoctoraat van de Faculteit Biologie van de Universiteit van Freiburg
- 1978: Lagere prijs in de wetenschap
- 1978: Eredoctoraat van de Universiteit van Toulouse
- 1979: Eredoctoraat van de Leibniz-Universiteit Hannover
- 1979: Ereburgerschap van de stad Rinteln
- Erelid van het Naturhistorischen Gesellschaften von Hannover
- Erelid van de Königlichen botanischen Gesellschaft von Belgien
- Erelid van het de Societas Botanica Cechoslovaca

## Publicaties
- Die Pflanzengesellschaften Nordwestdeutschlands. Herdruk Hannover 1937.  (Historiae naturalis classica. 85) ISBN 3-7682-0701-3
- Die Pflanzengesellschaften Nordwestdeutschlands: Bd. 2. 2. EERste druk. Aufl.  ISBN 3-7682-0862-1
- Bibliographia phytosociologica syntaxonomica. Hrsg. von Reinhold Tüxen. Lehre:(1971-1986) + bijlage (1976).
- Unser Buchenwald im Jahreslauf. Karlsruhe: Institut für Ökologie und Naturschutz 1986.  ISBN 3-88251-109-5